# Take No Prisoners (album, Molly Hatchet)
Take No Prisoners je čtvrté studiové album americké southern rockové skupiny Molly Hatchet. Album bylo vydané v roce 1981.

## Seznam skladeb
1. "Bloody Reunion" (Jimmy Farrar, Duane Roland, Dave Hlubek, Banner Thomas) – 4:00
2. "Respect Me in the Morning" (Farrar, Roland) – 3:22
3. "Long Tall Sally" (Robert Blackwell, Enotris Johnson) – 2:56
4. "Loss of Control" (Bruce Crump, Roland, Thomas) – 3:31
5. "All Mine" (Thomas) – 4:00
6. "Lady Luck" (Hlubek) – 3:36
7. "Power Play" (Holland) – 3:50
8. "Don't Mess Around" (Roland, Thomas) – 3:01
9. "Don't Leave Me Lonely" (Bruce Crump, Holland) – 3:59
10. "Dead Giveaway" (Hlubek) – 3:28

## Sestava

### Molly Hatchet
- Bruce Crump – bicí
- Jimmy Farrar – zpěv
- Dave Hlubek – kytara, slide kytara
- Steve Holland – kytara
- Duane Roland – kytara, slide kytara
- Banner Thomas – baskytara

### Hosté
- Jai Winding – klávesy